# Bilara
Bilara è una suddivisione dell'India, classificata come municipality, di 38.650 abitanti, situata nel distretto di Jodhpur, nello stato federato del Rajasthan. In base al numero di abitanti la città rientra nella classe III (da 20.000 a 49.999 persone).

## Geografia fisica
La città è situata a 26° 10' 53 N e 73° 42' 22 E.

## Società

### Evoluzione demografica
Al censimento del 2001 la popolazione di Bilara assommava a 38.650 persone, delle quali 20.035 maschi e 18.615 femmine. I bambini di età inferiore o uguale ai sei anni assommavano a 6.207, dei quali 3.224 maschi e 2.983 femmine. Infine, coloro che erano in grado di saper almeno leggere e scrivere erano 22.012, dei quali 14.640 maschi e 7.372 femmine.